# 隆祥房
株式会社隆祥房（りゅうしょうぼう）は名古屋市南区豊に本社を置く食品メーカー。餃子皮、春巻皮を中心にシート状食品を製造。

## 沿革
- 1958年（昭和33年） - 創業者西村修吉により、名古屋市熱田区花町において、餃子皮製造業を個人創業[1]。
- 1962年（昭和37年） - 現在の本社所在地である熱田区沢上へ移転[1]。
- 1969年（昭和44年） - 株式会社設立[1]。
- 1971年（昭和46年） - 熱田区神野町に神野工場を竣工[1]。
- 1972年（昭和47年） - オートメーションによる春捲皮製造に成功し発売を開始[1]。
- 1980年（昭和55年） - 本社および沢上工場を改築[1]。
- 1982年（昭和57年） - 業界としては初となるオートメーションによるクレープを開発し、発売[1]。
- 1983年（昭和58年） - 2代目社長に西村道子就任[1]。
- 1987年（昭和62年） - 厚生大臣賞受賞[1]。
- 1988年（昭和63年） - でんぷんからつくった「澄麺皮（ドンミンピー）」を発売[1]。
- 1992年（平成4年） - 「玄米シート」発売[1]。
- 1996年（平成8年） - 3代目社長に西村彰高就任[1]。
- 2002年（平成14年） - くず粉などのでんぷんからつくった「フレッシュシート」を発売[1]。業界初、JAS有機認定取得の「オーガニック餃子皮」を発売[1]。
- 2003年（平成15年） - 「赤の野菜シート」「緑の野菜シート」を発売[1]。アメリカ合衆国に「RSB FOODS INC.」を設立。工場完成、生産開始[1]。
- 2004年（平成16年） - 国産玄米粉、小麦粉、小麦全粒粉を使った「全粒粉入り玄米クレープ」発売[1]。
- 2005年（平成17年） - 愛・地球博　食育パビリオン　わんパク宝島　わくわくキッチン協賛、企画展示・イベントを開催[1]。全部門でISO9001：2000の認証を取得[1]。
- 2006年（平成18年） - シンガポールに「Ryushobo(s)Pte.Ltd.」を設立[1]。中国福建省に、福建隆祥房食品有限公司を設立。餃子皮専用粉「隆祥房特撰粉」の開発[1]。
- 2007年（平成19年） - 中国、東南アジア、ヨーロッパ市場向けに中国工場竣工[1]。旧正月を「餃子の日」と制定[1]。
- 2008年（平成20年） -  社名ロゴ、シンボルマーク一新[1]。餃子皮、春巻皮、モンドセレクションで金賞を受賞[1]。
- 2009年（平成21年） -  ぎょうざソングス制作・発表[1]。
- 2010年（平成22年） -「赤みそシート」発売[1]。
- 2011年（平成23年） -「おこさまピザクラスト」発売[1]。
- 2012年（平成24年） -「愛知ブランド企業」認定を取得。「福建隆祥房食品有限公司」、中国工場をシンガポールに移設。
- 2013年（平成25年） -  モンドセレクション金賞受賞（餃子皮、春捲皮）。
- 2014年（平成26年） -「大豆シート」発売。
- 2015年（平成27年） -「国産小麦の餃子皮」発売。
- 2016年（平成28年） - モンドセレクション金賞受賞（餃子皮、春捲皮）。 名古屋市食品衛生自主管理認定を取得。「玄米粉入り米粉餃子皮」を発売。
- 2017年（平成29年） -「国産小麦の春捲皮」を発売。「あいち女性輝きカンパニー」認証を取得  全部門でISO22000認証を取得。
- 2018年（平成30年） -「愛知食育サポート企業団」に加盟。
- 2019年（令和元年） -「厚め餃子皮」発売。
- 2020年（令和2年） -  名古屋市南区豊に本社、工場に移転。

## エピソード
- 製造を開始した当初は、茶筒のフタを使って餃子皮を作っていた。
- 「餃子」という料理がまだ一般的ではなく、「餃子皮」を「さめこかわ」と読む人もいた。

## 主な製品
- 餃子皮
- 大判餃子皮
- 餅粉入餃子皮
- ジャンボ餃子皮
- 厚め餃子皮
- オーガニック餃子皮
- 国産小麦の餃子皮
- 玄米粉入り米粉餃子皮
- ワンタン皮
- シュウマイ皮
- ワンタン･シュウマイ皮
- 春巻皮
- ミニ春巻皮
- 澄麺皮(ﾄﾞﾝﾐﾝﾋﾟｰ)
- 生春巻皮
- 全粒粉入り玄米クレープ

## 社名
- 隆祥房とは中国語で「幸せ溢れる小さな家」という意味。
おいしく、楽しく、健やかな製品の提供を通し、たくさんの家庭に幸せを届けたいという気持ちをこめて、創業者西村修吉が命名した。

## 社訓
- 創業者西村修吉が「お客様第一主義」と提唱している。

## キャラクター
ツツムくんとマキちゃん
- ツツムくんは餃子、マキちゃんは春巻きを、モチーフにした隆祥房のマスコットキャラクター。

## 所在地
本社
- 住所：〒457-0863　愛知県名古屋市南区豊四丁目19番19号
- 交通：地下鉄堀田駅「4番出口」より徒歩15分